# Hywel Williams
Hywell Williams (Pwllheli, 14 mei 1953) is een politicus uit Wales, en het huidige Lagerhuislid voor het kiesdistrict Arfon. Hij vertegenwoordigde eerder het kiesdistrict Caernarfon.